# Сергєєв Андрій Миколайович
Андрій Миколайович Сергєєв (рос. Андрей Николаевич Сергеев; 26 березня 1991, м. Сімферополь, СРСР) — російський хокеїст, захисник. Виступає за «Югра» (Ханти-Мансійськ) у Континентальній хокейній лізі.
Вихованець хокейної школи «Нафтохімік» (Нижньокамськ). Виступав за «Нафтохімік-2» (Нижньокамськ), «Нафтовик» (Леніногорськ), «Нафтохімік» (Нижньокамськ), «Аріада-Акпарс» (Волжськ), «Реактор» (Нижньокамськ), ЦСКА (Москва), «Червона Армія» (Москва), ЦСКА (Москва), «Амур» (Хабаровськ), «Спартак» (Москва).
У складі молодіжної збірної Росії учасник чемпіонату світу 2011. У складі юніорської збірної Росії учасник чемпіонату світу 2009.
Досягнення
- Володар Кубка Харламова (2011)
- Переможець молодіжного чемпіонату світу (2011)
- Срібний призер юніорського чемпіонату світу (2009).